# De pop (roman)
De pop (Pools: Lalka) is een roman uit 1890 van de Poolse auteur Bolesław Prus.

## Verhaal
Stanisław Wokulski is een succesvol zakenman die de erkenning zoekt van de decadente, Poolse aristocratie. Hij wordt verliefd op de innemende, adellijke Izabela. Zij speelt echter slechts een spelletje met Wokulski. Zijn levensgeschiedenis is verweven met het verhaal van Rzecki, een romantische, oude klerk die met heimwee terugdenkt aan de Revoluties van 1848 en dat van de briljante jonge wetenschapper Ochocki, die droomt van een toekomst vol technologische uitvindingen.
Deze roman is in 2015 verschenen in een Nederlandse vertaling van de hand van Karol Lesman. De vertaler kreeg in 2017 de Martinus Nijhoff Vertaalprijs voor zijn oeuvre.